# Hoplocryptus alboanalis
Hoplocryptus alboanalis là một loài tò vò trong họ Ichneumonidae.